# Nerello cappuccio
Il Nerello cappuccio (conosciuto anche come Nerello mantellato) è un vitigno coltivato alle falde dell'Etna nella provincia di Catania, e nella provincia di Messina, che concorre alla produzione dei vini Etna doc e del Faro DOC.

## Il vitigno
Il Nerello cappuccio è un vitigno autoctono che cresce sulle pendici del vulcano Etna fra i 350 e i 900 s.l.m.. Esso concorre, per circa il 20% alla produzione del vino Etna rosso. Il suo nome è dovuto alla particolare conformazione della pianta, coltivata ad alberello.
La sua origine non è nota ma viene coltivato in loco da diverse centinaia di anni. La sua produzione è andata calando anno dopo anno e per un certo periodo se ne è temuta l'estinzione. Come il Nerello mascalese, con cui concorre alla produzione dell'Etna rosso, viene raccolto molto tardi, verso la metà del mese di ottobre.